# Alvaradoa lewisii
Alvaradoa lewisii är en tvåhjärtbladig växtart som beskrevs av Howard och Proctor. Alvaradoa lewisii ingår i släktet Alvaradoa och familjen Picramniaceae. Inga underarter finns listade.